# Список кавалеров ордена Государственного герба старших степеней
Данный список содержит перечень лиц, награждённых орденом Государственного герба высших степеней (цепь, 1 и 2 классы).
Орден Государственного герба (эст. Riigivapi teenetemärk) — высший знак отличия Эстонской Республики для граждан Эстонии за заслуги перед государством.

## История
Орден Государственного герба был учреждён законом о государственных наградах Эстонской Республики от 7 октября 1936 года, в память провозглашения независимости Эстонии 24 февраля 1918 года.
Орден был учреждён в 12 степенях: цепь ордена, Специальная большая лента, 1—5 классы, и медаль в 5 степенях. После восстановления ордена законом от 5 мая 1994 года количество степеней было сокращено и орден стал состоять из 6 степеней: цепь ордена и 1—5 классы. В 1939 году было постановлено вручать орден Государственного герба только гражданам Эстонии.
В основу орденских знаков, разработанных художником Паулем Лухтейном, легло изображение Большого государственного герба Эстонской Республики: три лазоревых леопарда на золотом щите, окружённом дубовым венком.
Награждённым цепью ордена вручается золотой знак ордена на золотой цепи, украшенной драгоценными камнями (рубин, сапфиры и бриллианты) и золотая орденская звезда. Также кавалеру цепи вручается лента бывшей степени «Специальная большая лента» — синяя с золотой каймой (в 1994—2007 — 1-й степени, синяя), для ношения в некоторых случаях вместо цепи.
Поскольку по своему статусу цепи эстонских орденов могут вручаться только главам государств, а орден Государственного герба может вручаться только эстонским гражданам, цепью ордена Государственного герба могут быть награждены только президенты Эстонии. До 2007 года цепь ордена считалась должностным знаком Президента Эстонии и вручалась ему при вступлении в должность, но при этом президент не считался кавалером цепи. Законом о наградах от 19 декабря 2007 года установлено одновременно с вступлением в должность президента считать его кавалером цепи ордена Государственного герба, с вручением цепи ордена, которая носится им при исполнении президентских обязанностей как должностной знак и сохраняется у него после сложения президентских полномочий. Этим же законом постановлено считать кавалерами цепи и прежних президентов Эстонии — Леннарта Мери (посмертно) и Арнольда Рюйтеля, вручение цепи которому состоялось 23 февраля 2008 года, накануне Дня независимости Эстонии.
Кавалерам Специальной большой ленты вручался золотой знак на широкой чрезплечной ленте и золотая орденская звезда:§ 15.
Кавалерам 1-го класса вручается золотой знак на широкой чрезплечной ленте и серебряная орденская звезда:§ 26.
Кавалерам 2-го класса вручается золотой знак на узкой ленте для ношения на шее, и серебряная орденская звезда:§ 27.
В списке представлены кавалеры старших степеней (степени со звездой) ордена Государственного герба.

## Кавалеры цепи ордена
Кавалерами цепи ордена Государственного герба (эст. Riigivapi ketiklassi teenetemärk) на 2022 год являются 6 человек.
| Портрет | Кавалер                                         | Должность / Титул | Дата указа           | Дата вручения                              | Сн.    |
| ------- | ----------------------------------------------- | ----------------- | -------------------- | ------------------------------------------ | ------ |
|         | Константин Пятс эст. Konstantin Päts            | Президент Эстонии | 24 апреля 1938 года  | 24 апреля 1938 года                        | [ 10 ] |
|         | Леннарт Мери эст. Lennart Meri                  | Президент Эстонии | 19 декабря 2007 года | 23 февраля 2008 года (награждён посмертно) | [ 11 ] |
|         | Арнольд Рюйтель эст. Arnold Rüütel              | Президент Эстонии | 19 декабря 2007 года | 23 февраля 2008 года                       | [ 12 ] |
|         | Тоомас Хендрик Ильвес эст. Toomas Hendrik Ilves | Президент Эстонии | 19 декабря 2007 года | 22 февраля 2007 года                       | [ 13 ] |
|         | Керсти Кальюлайд эст. Kersti Kaljulaid          | Президент Эстонии | 10 октября 2016 года | 10 октября 2016 года                       | [ 14 ] |
|         | Алар Карис эст. Alar Karis                      | Президент Эстонии | 11 октября 2021 года | 11 октября 2021 года                       | [ 15 ] |

## Кавалеры Специальной большой ленты
Кавалером Специальной большой ленты ордена Государственного герба (эст. Riigivapi teenetemärgi erisuurpael) является только 1 человек.
| Портрет | Кавалер                              | Должность / Титул | Дата указа          | Дата вручения       | Сн.    |
| ------- | ------------------------------------ | ----------------- | ------------------- | ------------------- | ------ |
|         | Константин Пятс эст. Konstantin Päts | Президент Эстонии | 24 апреля 1938 года | 24 апреля 1938 года | [ 17 ] |

## Кавалеры 1-го класса
Кавалерами 1-го класса ордена Государственного герба (эст. Riigivapi I klassi teenetemärk) на 2020 год являются 11 человек, среди которых 1 иностранец.
| Портрет | Кавалер                                           | Должность / Титул                                                                              | Дата указа           | Дата вручения        | Сн.    |
| ------- | ------------------------------------------------- | ---------------------------------------------------------------------------------------------- | -------------------- | -------------------- | ------ |
|         | Юзеф Бек пол. Józef Beck                          | Министр иностранных дел Польской Республики                                                    | 9 мая 1938 года      | 20 мая 1938 года     | [ 19 ] |
|         | Каарел Ээнпалу эст. Kaarel Eenpalu (Karl Einbund) | Премьер-министр Эстонии                                                                        | 22 февраля 1939 года | н/д                  | [ 20 ] |
|         | Эрнст Яаксон эст. Ernst Jaakson                   | «Хранитель непрерывности Эстонского государства»                                               | 23 августа 1995 года | 23 августа 1995 года | [ 21 ] |
|         | Калью Лепик эст. Kalju Lepik                      | Писатель, поэт                                                                                 | 16 февраля 1996 года | 23 февраля 1996 года | [ 22 ] |
|         | Яан Кросс эст. Jaan Kross                         | Писатель, поэт                                                                                 | 16 февраля 1996 года | 23 февраля 1996 года | [ 23 ] |
|         | Тунне Келам эст. Tunne-Väldo Kelam                | «Восстановитель и продвигатель Эстонской Республики», депутат Европейского парламента          | 6 февраля 2006 года  | 23 февраля 2006 года | [ 24 ] |
|         | Леннарт Мери эст. Lennart Meri                    | «Восстановитель и продвигатель Эстонской Республики», Президент Эстонии                        | 6 февраля 2006 года  | 23 февраля 2006 года | [ 25 ] |
|         | Арво Пярт эст. Arvo Pärt                          | Композитор                                                                                     | 6 февраля 2006 года  | 23 февраля 2006 года | [ 26 ] |
|         | Эдгар Сависаар эст. Edgar Savisaar                | «Восстановитель и продвигатель Эстонской Республики», министр экономики и коммуникаций Эстонии | 6 февраля 2006 года  | 23 февраля 2006 года | [ 27 ] |
|         | Вельо Тормис эст. Veljo Tormis                    | Композитор                                                                                     | 3 февраля 2010 года  | 17 марта 2010 года   | [ 28 ] |
|         | Сийм Каллас эст. Siim Kallas                      | Политик, вице-президент Европейской комиссии 2004—2014                                         | 4 февраля 2015 года  | 23 февраля 2015 года | [ 29 ] |

## Кавалеры 2-го класса
Кавалерами 2-го класса ордена Государственного герба (эст. Riigivapi II klassi teenetemärk) на 2021 год являются 55 человек.
 Розовым цветом выделены награждённые впоследствии и 1-м классом ордена.
| Портрет | Кавалер                                 | Должность / Титул                                                                                          | Дата указа           | Дата вручения         | Сн.    |
| ------- | --------------------------------------- | --- | -------------------- | --------------------- | ------ |
|         | Генрих Марк эст. Heinrich Mark          | «Борец за Свободу»                                                                                         | 16 февраля 1996 года | 23 февраля 1996 года  | [ 31 ] |
|         | Март Никлус эст. Mart-Olav Niklus       | «Борец за Свободу»                                                                                         | 16 февраля 1996 года | 23 февраля 1996 года  | [ 32 ] |
|         | Лагле Парек эст. Lagle Parek            | «Борец за Свободу»                                                                                         | 16 февраля 1996 года | 23 февраля 1996 года  | [ 33 ] |
|         | Энн Сарв эст. Enn Sarv                  | «Борец за Свободу»                                                                                         | 16 февраля 1996 года | 23 февраля 1996 года  | [ 34 ] |
|         | Харальд Таммур эст. Harald Tammur       | «Борец за Свободу»                                                                                         | 16 февраля 1996 года | 23 февраля 1996 года  | [ 35 ] |
|         | Энн Тарто эст. Enn Tarto                | «Борец за Свободу»                                                                                         | 16 февраля 1996 года | 23 февраля 1996 года  | [ 36 ] |
|         | Кальё Виллако эст. Kaljo Villako        | «Борец за Свободу»                                                                                         | 16 февраля 1996 года | 23 февраля 1996 года  | [ 37 ] |
|         | Ильмар Хейнсоо эст. Ilmar Heinsoo       | Почётный генеральный консул Эстонии в Канаде                                                               | 26 августа 1996 года | 22 сентября 1996 года | [ 38 ] |
|         | Херберт Куурме эст. Herbert Kuurme      | «Хранитель церковной преемственности»                                                                      | 18 февраля 1997 года | 20 февраля 1997 года  | [ 39 ] |
|         | Феликс Ойнас эст. Felix Johannes Oinas  | Учёный-лингвист и фольклорист                                                                              | 18 февраля 1997 года | 21 марта 1997 года    | [ 40 ] |
|         | Таавет Поска эст. Taavet Poska          | «Борец за Свободу, с военными заслугами», «Защитник преемственности Эстонской Республики», военный историк | 18 февраля 1997 года | 20 февраля 1997 года  | [ 41 ] |
|         | Нильс Сакрис эст. Nils Bernhard Sachris | «Защитник преемственности Эстонской Республики»                                                            | 18 февраля 1997 года | 20 февраля 1997 года  | [ 42 ] |
|         | Александр Террас эст. Aleksander Terras | «Борец за Свободу, с военными заслугами», «Защитник преемственности Эстонской Республики»                  | 18 февраля 1997 года | 21 марта 1997 года    | [ 43 ] |
|         | Яан Эйнасто эст. Jaan Einasto           | Астрофизик                                                                                                 | 9 февраля 1998 года  | 23 февраля 1998 года  | [ 44 ] |
|         | Арво Пярт эст. Arvo Pärt                | Композитор                                                                                                 | 9 февраля 1998 года  | 3 июня 1998 года      | [ 45 ] |
|         | Тыну Кальюсте эст. Tõnu Kaljuste        | Хормейстер                                                                                                 | 8 февраля 2000 года  | 23 февраля 2000 года  | [ 46 ] |
|         | Эндель Липпмаа эст. Endel Lippmaa       | Академик, учёный-химик                                                                                     | 8 февраля 2000 года  | 23 февраля 2000 года  | [ 47 ] |
|         | Рейн Таагепера эст. Rein Taagepera      | Политолог                                                                                                  | 8 февраля 2000 года  | 5 мая 2000 года       | [ 48 ] |
|         | Тунне Келам эст. Tunne Väldo Kelam      | Заместитель председателя Рийгикогу                                                                         | 2 февраля 2001 года  | 23 февраля 2001 года  | [ 49 ] |
|         | Март Лаар эст. Mart Laar                | Премьер-министр Эстонии                                                                                    | 2 февраля 2001 года  | 23 февраля 2001 года  | [ 50 ] |
|         | Эдуард Леэтна эст. Eduard Leetna        | «Борец за Свободу, с военными заслугами»                                                                   | 2 февраля 2001 года  | 23 февраля 2001 года  | [ 51 ] |
|         | Эдгар Сависаар эст. Edgar Savisaar      | Депутат Рийгикогу                                                                                          | 2 февраля 2001 года  | 23 февраля 2001 года  | [ 52 ] |
|         | Март Сийманн эст. Mart Siimann          | Депутат Рийгикогу                                                                                          | 2 февраля 2001 года  | 23 февраля 2001 года  | [ 53 ] |
|         | Андрес Таранд эст. Andres Tarand        | Депутат Рийгикогу                                                                                          | 2 февраля 2001 года  | 23 февраля 2001 года  | [ 54 ] |
|         | Тийт Вяхи эст. Tiit Vähi                | Депутат Рийгикогу                                                                                          | 2 февраля 2001 года  | 23 февраля 2001 года  | [ 55 ] |
|         | Сийм Каллас эст. Siim Kallas            | Премьер-министр Эстонии                                                                                    | 3 февраля 2003 года  | 23 февраля 2003 года  | [ 56 ] |
|         | Тоомас Сави эст. Toomas Savi            | Председатель Рийгикогу                                                                                     | 3 февраля 2003 года  | 23 февраля 2003 года  | [ 57 ] |
|         | Юло Нугис эст. Ülo Nugis                | Общественный деятель, «организатор восстановления независимости Эстонии»                                   | 5 февраля 2004 года  | 23 февраля 2004 года  | [ 58 ] |
|         | Тармо Кыутс эст. Tarmo Kõuts            | Командующий Вооружёнными силами Эстонии, вице-адмирал                                                      | 2 февраля 2005 года  | 23 февраля 2005 года  | [ 59 ] |
|         | Арно Алманн эст. Arno Almann            | «Восстановитель и продвигатель Эстонской Республики»                                                       | 6 февраля 2006 года  | 23 февраля 2006 года  | [ 60 ] |
|         | Тыну Антон эст. Tõnu Anton              | «Восстановитель и продвигатель Эстонской Республики»                                                       | 6 февраля 2006 года  | 23 февраля 2006 года  | [ 61 ] |
|         | Уно Хейнла эст. Uno Heinla              | «Восстановитель и продвигатель Эстонской Республики»                                                       | 6 февраля 2006 года  | 23 февраля 2006 года  | [ 62 ] |
|         | Лийа Хянни эст. Liia Hänni              | «Восстановитель и продвигатель Эстонской Республики»                                                       | 6 февраля 2006 года  | 23 февраля 2006 года  | [ 63 ] |
|         | Рейн Ярлик эст. Rein Järlik             | «Восстановитель и продвигатель Эстонской Республики»                                                       | 6 февраля 2006 года  | 23 февраля 2006 года  | [ 64 ] |
|         | Антс Кяярма эст. Ants Käärma            | «Восстановитель и продвигатель Эстонской Республики»                                                       | 6 февраля 2006 года  | 23 февраля 2006 года  | [ 65 ] |
|         | Олев Лаанъярв эст. Olev Laanjärv        | «Восстановитель и продвигатель Эстонской Республики»                                                       | 6 февраля 2006 года  | 23 февраля 2006 года  | [ 66 ] |
|         | Марью Лауристин эст. Marju Lauristin    | «Восстановитель и продвигатель Эстонской Республики»                                                       | 6 февраля 2006 года  | 23 февраля 2006 года  | [ 67 ] |
|         | Яак Лейманн эст. Jaak Leimann           | «Восстановитель и продвигатель Эстонской Республики»                                                       | 6 февраля 2006 года  | 23 февраля 2006 года  | [ 68 ] |
|         | Маргус Лейво эст. Margus Leivo          | «Восстановитель и продвигатель Эстонской Республики»                                                       | 6 февраля 2006 года  | 23 февраля 2006 года  | [ 69 ] |
|         | Андрес Липсток эст. Andres Lipstok      | «Восстановитель и продвигатель Эстонской Республики», президент Банка Эстонии                              | 6 февраля 2006 года  | 23 февраля 2006 года  | [ 70 ] |
|         | Тармо Мянд эст. Tarmo Mänd              | «Восстановитель и продвигатель Эстонской Республики»                                                       | 6 февраля 2006 года  | 23 февраля 2006 года  | [ 71 ] |
|         | Роберт Нярска эст. Robert Närska        | «Восстановитель и продвигатель Эстонской Республики»                                                       | 6 февраля 2006 года  | 23 февраля 2006 года  | [ 72 ] |
|         | Юри Райдла эст. Jüri Raidla             | «Восстановитель и продвигатель Эстонской Республики»                                                       | 6 февраля 2006 года  | 23 февраля 2006 года  | [ 73 ] |
|         | Юри Рятсеп эст. Jüri Rätsep             | «Восстановитель и продвигатель Эстонской Республики»                                                       | 6 февраля 2006 года  | 23 февраля 2006 года  | [ 74 ] |
|         | Велло Сало эст. Vello Salo              | «Восстановитель и продвигатель Эстонской Республики»                                                       | 6 февраля 2006 года  | 23 февраля 2006 года  | [ 75 ] |
|         | Райво Варе эст. Raivo Vare              | «Восстановитель и продвигатель Эстонской Республики»                                                       | 6 февраля 2006 года  | 23 февраля 2006 года  | [ 76 ] |
|         | Тривими Веллисте эст. Trivimi Velliste  | «Восстановитель и продвигатель Эстонской Республики», депутат Рийгикогу                                    | 6 февраля 2006 года  | 23 февраля 2006 года  | [ 77 ] |
|         | Эне Эргма эст. Ene Ergma                | Председатель Рийгикогу                                                                                     | 6 февраля 2008 года  | 23 февраля 2008 года  | [ 78 ] |
|         | Юхан Партс эст. Juhan Parts             | Министр экономики и коммуникаций Эстонии                                                                   | 6 февраля 2008 года  | 23 февраля 2008 года  | [ 79 ] |
|         | Тоомас Варек эст. Toomas Varek          | Депутат Рийгикогу                                                                                          | 6 февраля 2008 года  | 23 февраля 2008 года  | [ 80 ] |
|         | Андрус Ансип эст. Andrus Ansip          | Вице-президент Европейской комиссии, премьер-министр Эстонии 2004—2014                                     | 4 февраля 2015 года  | 7 апреля 2015 года    | [ 81 ] |
|         | Таави Рыйвас эст. Taavi Rõivas          | Государственный деятель, премьер-министр Эстонии 2014—2016                                                 | 8 февраля 2017 года  | 23 февраля 2017 года  | [ 82 ] |
|         | Эйки Нестор эст. Eiki Nestor            | Председатель Рийгикогу                                                                                     | 5 февраля 2018 года  | 21 февраля 2018 года  | [ 83 ] |
|         | Март Нутть эст. Mart Nutt               | Депутат Рийгикогу                                                                                          | 5 февраля 2018 года  | 21 февраля 2018 года  | [ 84 ] |
|         | Юри Ратас эст. Jüri Ratas               | Государственный деятель, премьер-министр Эстонии 2016—2021                                                 | 23 февраля 2021 года | н/д                   | [ 85 ] |

## Комментарии
1. ↑  Цепь президента Пятса считалась должностным знаком президента и он не считался кавалером цепи[L 5], однако в регистре награждённых эстонскими наградами он включён в список кавалеров цепи ордена Государственного герба[10].
2. ↑  В некоторых источниках[L 5] Специальная большая лента президента Пятса считалась, как принадлежность должностного знака президента — цепи ордена, и он не считался кавалером Специальной большой ленты, однако по Закону о государственных наградах 1936 года (в редакции 1938 года) Президент Эстонии становился кавалером Специальной большой ленты в день вступления в должность президента, и в соответствие с этим президент Пятс включён в регистре награждённых эстонскими наградами в список кавалеров Специальной большой ленты ордена Государственного герба[17].